# Súng trường Henry
Súng trường Henry là loại súng trường có cơ chế nạp đạn bằng đòn bẩy/ nạp đạn từ khóa nòng được sử dụng rất nhiều trong trận Little Bighorn và là cơ sở để chế tạo súng trường Winchester - biểu tượng của miền Tây Hoa Kỳ.
Súng trường Henry được thiết kế bởi Benjamin Tyler Henry trong năm 1860, súng Henry được giới thiệu vào đầu những năm 1860 và được thông qua và sản xuất từ năm 1866 ở Hoa Kỳ bởi công ty New Haven Arms Company.
Các phiên bản hiện đại được sản xuất bởi công ty A. Uberti Firearms và Henry Repeating Arms. Nó thường dùng đạn .44-40 Winchester hoặc .45 Long Colt.